# Анджей Бласік
Анджей Евгеніуш Бласік (пол. Andrzej Eugeniusz Błasik; нар. 11 жовтня 1962, Поддембице, ПНР — пом. 10 квітня 2010, Смоленськ, Росія) — польський військовий льотчик, генерал броні Збройних сил Польщі, командувач ВПС Польщі (2007–2010).

## Життєпис
Народився у сім'ї Евгеніуша та Маріанни (до шлюбу Дарулевська) Бласіків. Мати була вчителькою в початковій школі у Вартковицях. Мав двох старших сестер Йоланту (1957 р.н.) та Еву (1960 р.н.) і брата Пйотра (1959 р.н.).

### Освіта
Закінчив початкову школу у Вартковицях. У 1977–1981 роках навчався в загальноосвітньому авіаційному ліцеї при Вищій офіцерській авіаційній школі у Дембліні. У 1981 році вступив до Військово-повітряної академії (Школа Орлят), після закінчення якої в 1985 році отримав кваліфікацію інженера-пілота та військове звання підпоручника.
У період з 1993 по 1995 роки навчався в Академії національної оборони у Варшаві, після чого отримав диплом та звання дипломованого офіцера. Також закінчив Нідерландську академію оборони в Гаазі (1998) та Військову школу ВПС США у Монтгомері (2005).

### Військова кар'єра
По завершенні військової підготовки призначений льотчиком у 8-й винищувально-бомбардувальний полк у Мирославці. У 1987 році переведений до 40-го винищувально-бомбардувального полку у Свідвині, де був старшим льотчиком, командиром ланки, офіцером-штурманом ескадрильї, заступником командира ескадрильї та командиром ескадрильї. З 1995 року служив у штабі Військово-повітряних сил та протиповітряної оборони у Варшаві. Був старшим інспектором відділу навігації, старшим інспектором навчального відділу та старшим спеціалістом оперативного відділу.
У 2001 році став начальником навчальної підготовки 2-ї бригади тактичної авіації в Познані, а в 2002 році став командувачем місцевої 31-ї авіабази. Очолювана ним частина в 2003 році отримала Почесний знак Збройних Сил Республіки Польща за забезпечення міжнародних маневрів «NATO Air Meet 2003». З 2004 року був начальником Відділу бойових дій при Командуванні ВПС, у 2005–2007 роках керував 2-ю бригадою тактичної авіації в Познані.
15 серпня 2005 р. Президент Республіки Польща Александр Квасневський присвоїв йому звання бригадного генерала. У 2007 році генерал Бласік став комендантом-ректором Вищої офіцерської авіаційної школи у Дембліні. 19 квітня 2007 року Президент Республіки Польща Лех Качинський присвоїв йому звання генерала дивізії  і призначив командувачем ВПС, а вже 15 серпня 2007 року йому присвоєно звання генерала броні.
Анджей Бласік був пілотом вищого класу, загальний час нальотів якого складав 1592 години, включаючи 482 години на «Су-22» [8]. Мав кваліфікацію інструктора в будь-яких погодних умовах на літаках «Су-22» та «PZL TS-11 Iskra». Також виконував польоти на літаках «Zlin-42M», «PZL-101», «Lim-2», «Lim-5», «Lim-6M» та «Як-40». Мав почесне звання «Заслужений військовий льотчик».
Загинув 10 квітня 2010 року в катастрофі польського літака Ту-154М у Смоленську. Він до самого падіння літака залишався поруч з пілотами, примушуючи їх сідати. 15 квітня 2010 року Броніслав Коморовський, виконуючий обов'язки Президента Республіки Польща присвоїв Анджею Бласіку посмертно звання генерала. 28 квітня генерал похований у меморіалі жерст Смоленської трагедії на Військовому цвинтарі Повонзки у Варшаві. На похоронній церемонії були присутніми урядовці та представники всіх видів військ, в тому числі Командувач ВПС США в Європі, генерал Роджер А. Брейді.

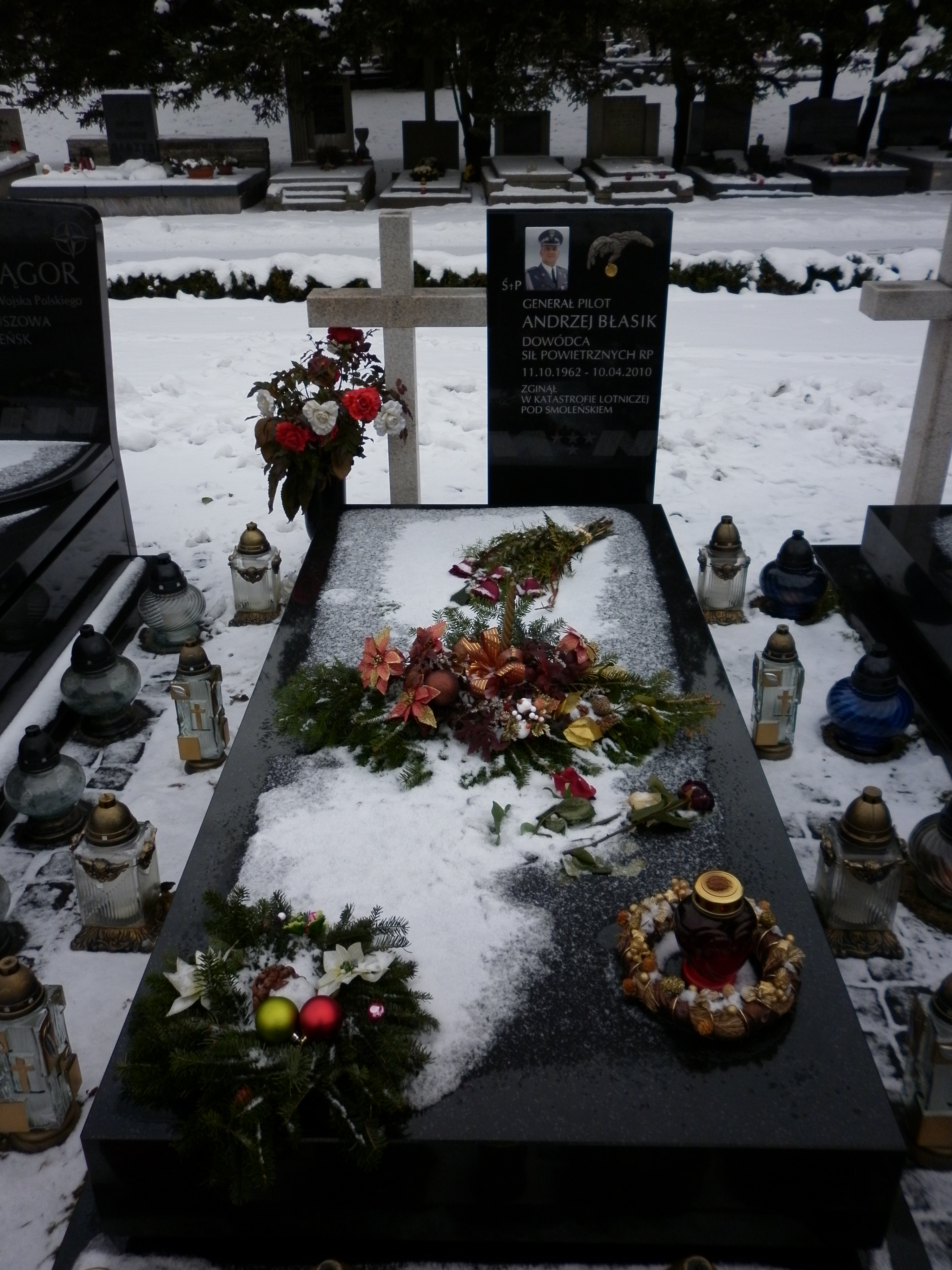
Могила Анджея Бласіка на Військовому цвинтарі Повозки (2011)

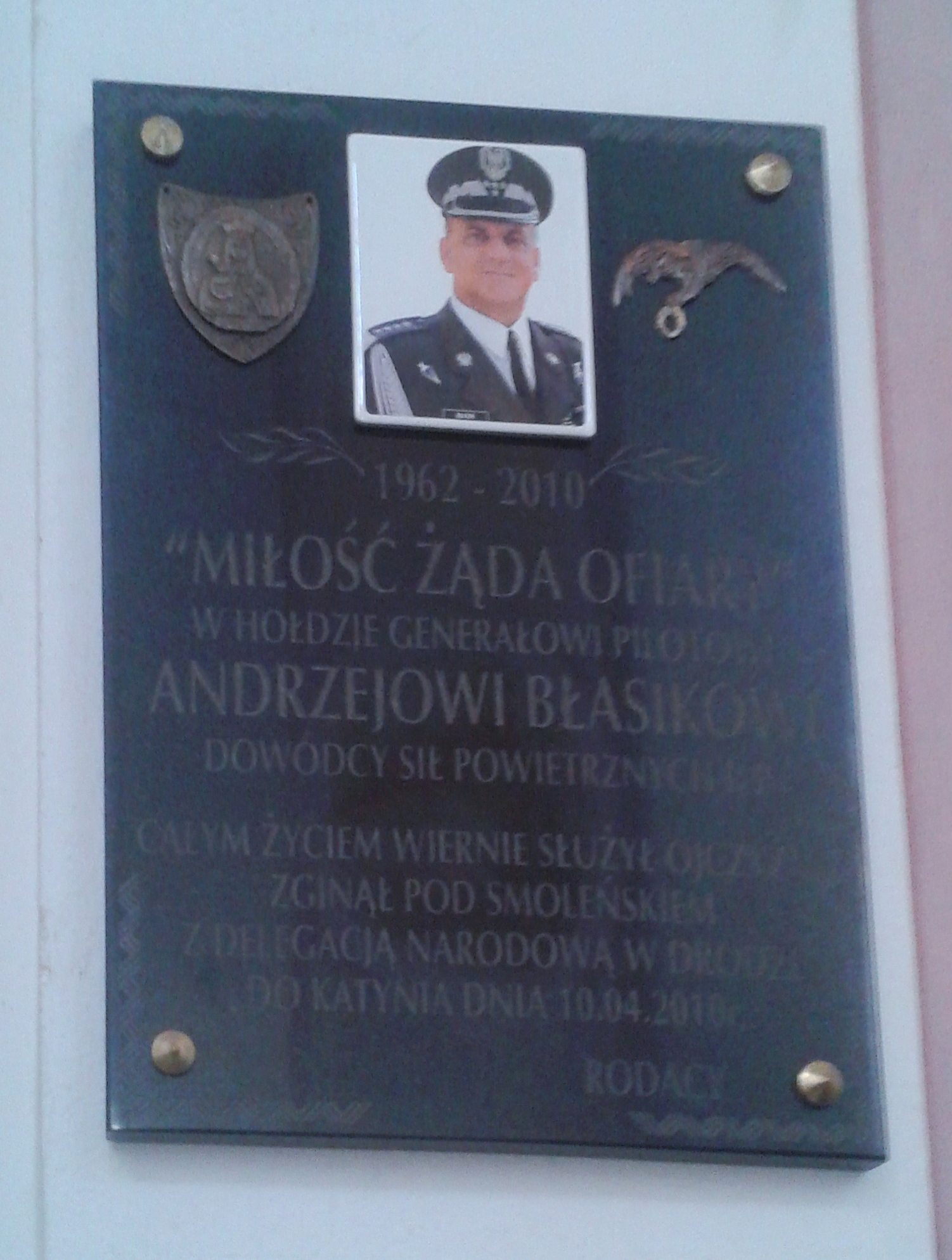
Пам'ятна дошка у Лісній Люблінського воєводства, присвячена генералу Бласіку

### Приватне життя
Був одружений. Дружина Ева Бласік, до шлюбу Хазан (1963 р.н.). Мав двох дітей — дочка Йоанна та син Міхал. Був зятем доктора медицини Богдана Хазана.

## Відзнаки
- Командорський Хрест Ордена Відродження Польщі (посмертно, 2010)[18]
- Срібний Хрест Заслуги (2006)[19]
- Бронзовий Хрест Заслуги (1998)[20]
- Срібна Медаль «Збройні сили на службі Вітчизні»[2]
- Бронзова Медаль «Збройні сили на службі Вітчизні»
- Золота Медаль «За заслуги в обороні країни»
- Відзнака льотчика
- Відзнака парашутиста
- Золота медаль Польського аероклубу (посмертно, 2010)[21]
- Великий Хрест Ордена Заслуг (2008), Португалія[22]
- Легіон Заслуг (2009), США[23]

## Вшанування пам'яті
1 червня 2010 року перед Залою традицій Штабу ВПС Польщі у Варшаві була відкрита меморіальна дошка, присвячена пам'яті генерала Анджея Бласіка та членів екіпажу Ту-154М №101.
8 вересня 2010 року на американській авіабазі «Рамштайн» генерал Роджер А. Брейді та Ева Бласік відкрили пам'ятник (у вигляді дуба) та пам'ятну дошку, присвячену генералу Анджею Бласіку. 28 вересня 2010 року Анджею Бласіку посмертно було присвоєно звання почесного громадянина Дембліна, а 10 листопада того ж року — звання «Заслуженого громадянина Поддембицького повіту».
Родина Анджея Бласика передала Ясногірському монастирю його капелюх та одну з відзнак.
10 травня 2011 року в Галереї Підляській в Білій Підляській відкрита виставка, присвячена пам'яті генерала Анджея Бласіка та стюардеси Барбари Мацейчик.
1 вересня 2011 року в приміщенні Шкільного комплексу у Вартковицях відкрито пам'ятник, присвячений пілотам Вартковицького краю, що складався з літака TS-11 «Іскра» (N1232) та пам'ятної дошки з шістьма іменами, в т.ч. генерала Анджея Бласіка, випускника школи.
11 березня 2012 року у Польовому соборі Війська Польского у Варшаві та на Військовому цвинтарі Повонзки відбулася церемонія вшанування пам'яті генерала Бласіка.
10 жовтня 2012 року на стіні будівлі авіаційного відділення Вищої офіцерської авіаційної школи у Дембліні відкрито пам'ятну дошку, розміщену з ініціативи університетської громади, за згодою її сенату.
15 грудня 2012 року в аеропорту Лодзь-Люблінек імені Владислава Реймонта відкрито пам'ятну дошку, присвячену генералу Бласіку, де він минулому проходив базовий льотний курс.
8 травня 2014 року круговому перехрестю в Старому Ґосткуві присвоєно ім'я генерала Анджея Бласіка.
15 серпня 2014 року погруддя Анджея Бласіка відкрито в Пантеоні героїв Національного відродження на Цвинтарі полеглих під час Варшавської битви в Оссуві.
Дошка на честь Анджея Бласіка була встановлена у церкві свв. Петра і Павла в Лісній.
9 травня 2015 року в Каплиці національної пам'яті на Ясногірського монастиря відбулося друге поховання решток генерала.
Генералів Анджея Бласіка, Анджея Карвету та Броніслава Квятковського згадали в документальному фільмі Аніти Гаргас під назвою «В ім'я пошани» (пол. W imię honoru, 2016).
27 серпня 2016 року на 31-й авіабазі у Кшесинах (Познань) відкрито перший пам'ятник генерала у Польщі. Президент Польщі Анджей Дуда також відкрив пам'ятну дошку на згадку про Марію та Леха Качинських та генерала Станіслава Таргоша. В урочистостях також взяв участь міністр оборони Польщі Антоній Мацеревич.